# Zoological Research
Zoological Research是一份由中国科学院昆明动物研究所和中国动物学会共同主办的开放获取的英文双月刊学术期刊，其前身是1980年创办的中文学术期刊《动物学研究》，2014年改为全英文，内容涵盖包括灵长类动物在内的各种动物、动物资源保护与利用以及动物多样性与进化等方向。2018年12月Zoological Research被SCIE数据库正式收录，2019年获首个影响因子。
所有发表在Zoological Research上的论文都是开放获取的，在遵守知识共享署名许可协议的条款许可下可以在任何媒体上不受限制地使用、分发和复制。

## 外部連結
- 官方网站
- 维基共享资源上的相關多媒體資源：Zoological Research
- 維基物種上的相關：https://www.zoores.ac.cn/